# Forstindustrieministerium der Litauischen Sozialistischen Sowjetrepublik
Das Forstindustrieministerium der Republik Litauen (litauisch Lietuvos TSR miško pramonės ministerija) war ein Ministerium der Regierung Sowjetlitauens. Es unterstand dem sowjetlitauischen Ministerrat.  Als Forstindustrieministerium war es für die Forstindustrie und -politik in Sowjetlitauen, etwa 2 Mio. Hektar Wälder, zuständig. Nach der Unabhängigkeit Litauens gab es dann Forstwirtschaftsministerium der Republik Litauen.
Es hatte seinen Sitz in der litauischen Hauptstadt Vilnius.

## Geschichte
- 1941, 1944–1946: Volkskommissariat für Forstindustrie der Litauischen SSR (lit. Lietuvos TSR miškų pramonės liaudies komisariatas)
- 1946–1948: Forstindustrieministerium der Litauischen SSR (Lietuvos TSR miško pramonės ministerija)
- 1948–1951: Forst- und Papierindustrieministerium der Litauischen SSR (Lietuvos TSR miško ir popieriaus pramonės ministerija)
- 1951–1953: Forstindustrieministerium der Litauischen SSR (Lietuvos TSR miško pramonės ministerija)
- 1953–1954: Forst- und Papierindustrieministerium der Litauischen SSR (Lietuvos TSR miško ir popieriaus pramonės ministerija)
- 1954–1957: Forstindustrieministerium der Litauischen SSR (Lietuvos TSR miško pramonės ministerija)
- 1965–1968: Zellulose-, Papier- und Holzverarbeitungsindustrieministerium der Litauischen SSR (Lietuvos TSR celiuliozės, popieriaus ir medžio apdirbimo pramonės ministerija)
- 1968–1986: Möbel- und Holzverarbeitungsindustrieministerium der Litauischen SSR (Lietuvos TSR baldų ir medžio apdirbimo pramonės ministerija)
- 1986–1988: Möbel- und Papierindustrieministerium der Litauischen SSR (Lietuvos TSR baldų ir popieriaus pramonės ministerija)
- 1988–1990: Forstindustrieministerium der Litauischen Sozialistischen Sowjetrepublik (Lietuvos TSR miško pramonės ministerija)

## Minister
- 1944–1946: Antanas Kvedaras (1887–1967),   Volkskommissar[1]
- ab 1980: Kazimieras Miniotas (* 1936)[2]

## Vizeminister
- 1946–1947: Antanas Kvedaras
- 1968–1980: Kazimieras Miniotas, stellvertretender Minister, erster stellvertretender Minister